# Vi de serp
El vi de serp és una beguda alcohòlica produïda per maceració de serps senceres en vi xinès. Es va crear a la Xina durant la dinastia Zhou, sent considerat un remei important en la medicina tradicional xinesa. Pot trobar-se a la Xina, Vietnam i per tot el sud-est asiàtic.
Les serps, preferiblement verinoses, no solen conservar-se per la carn sinó per l'«essència» i pel verí dissolts en el licor. El verí de serp és desnaturalitzat per l'etanol, desdoblegant-ne les proteïnes i quedant desactivat.
El mercat nocturn del carrer Huaxi (華西街夜市), an Taipei (Taiwan), és famós pels seus plats a base de serp i pels productes de vi de serp.

## Varietats
- Macerat: Es fica una serp verinosa gran en un pot de vidre amb vi d'arròs, de vegades amb altres més petites o herbes medicinals, deixant-la macerar diversos mesos. El vi es pren com a reconstituent en petites dosis.
- Barrejat: Els líquids corporals de la serp es barregen amb vi, consumint-se immediatament en petites dosis. El vi de sang de serp es prepara tallant una serp pel ventre i buidant-ne la sang directament en un got ple de vi xinès. El vi de bilis de serp es fa de forma semblant, usant el contingut de la vesícula biliar.

## Història
Les serps i els seus teixits han estat considerats des de fa molt de temps pels seguidors de la medicina tradicional xinesa molt valuosos per a la millora de la vitalitat i la salut. N'està registrat l'ús a la Xina durant la dinastia Zhou (771 a. C.) i l'ús medicinal de les serps va ser recollit en el tractat mèdic Shen nong ben cao jing (神农本草经), compilat entre el 300 a. C. i el 200 d. C. L'ús detallat de diverses espècies de serps, les parts dels seus cossos i les diferents receptes van ser explicats extensivament en el manual mèdic Bencao Gangmu (本草綱目) de Li Shizhen en la dinastia Ming.

## Valor medicinal
S'ha cregut àmpliament que les serps posseïen qualitats medicinals, i es publicita sovint el vi de serp com a curació per a malalties que van des de la miopia a l'alopècia, així com potenciador sexual. No obstant això, totes o gran part d'aquestes afirmacions es basen únicament en creences tradicionals. Es fan begudes semblants amb dragons o cavalls de mar.
És il·legal importar vi de serp en molts països, ja que les cobres i altres serps emprades en la seva elaboració solen ser espècies en perill d'extinció.